# Milankovićevi ciklusi
Milankovićeva teorija opisuje kolektivne klimatske učinke promjena u gibanju Zemlje. Imenovani su po građevinaru i matematičaru Milutinu Milankoviću. Konkretno, radi se o matematičkoj teoriji koja povezuje klimatske promjene s promjenama u ekscentričnosti orbite, nagibom osi i precesijom. 
Zemljinoj osi za puni ciklus precesije treba oko 26.000 godina. Istovremeno eliptična orbita također rotira u ciklusu koji traje 23.000 godina. Također, kut između zemlijine osi rotacije i normale na orbitalnu ravninu oscilira između 22,1 do 24.5° s periodom 41.000 godina. Trenutno taj kut iznosi 23,44° i opada.

## Zemljina gibanja
Rotacija Zemlje oko vlastite osi i revolucija oko Sunca uzrokuje nekoliko kvaziperiodičnih varijacija. Iako krivulje koje opisuju ta gibanja i povezane promjene sadrže nekoliko sinusoidnih komponenata, nekoliko komponenata dominira. Milanković je proučavao promjene u precesiji te ekscentričnosti i nagnutosti zemljine orbite. Te promjene u gibanju i orijentaciji dovode do promjena u iradijaciji Zemlje od strane Sunca, što je poznato kao djelovanje Sunca. Važnost razmatranja tih promjena u sjevernom polarnom području leži u činjenici da tlo na njih reagira brže od oceana. 

### Oblik orbite (ekscentričnost)
Zemljina orbita je elipsa, a ekscentričnost je mjera odstupanja elipse od kružnice. Oblik zemljine orbite mijenja se od gotovo kružne (mala ekscentričnost u iznosu 0,005) do blago eliptične (iznos ekscentričnosti 0,058). Prema tome, srednja ekscentričnost iznosi 0,028. Glavna komponenta tih promjena događa se u periodu od 413.000 godina (varijacija ekscentričnosti ±0,012). Periodi varijacija brojnih drugih doprinosa kreću se između 95.000 i 125.000 godina, pri čemu je period maksimalnih učinaka tih doprinosa oko 400.000 godina. Trenutna ekscentričnost iznosi 0,017. 
Kad bi Zemlja bila jedini planet koji se giba oko Sunca, ekscentričnost orbite se ne bi mijenjala u vremenu. Do varijacija ekscentričnosti zemljine orbite dolazi uglavnom zbog gravitacijskog djelovanja velikih planeta, Jupitera i Saturna. Kako ekscentričnost orbite evoluira, poluglavna os orbitalne elipse se ne mijenja. Iz perspektive perturbacijske teorije, koja se u nebeskoj mehanici koristi pri računu orbitalne evolucije, velika poluos je adijabatski nepromijenjiva. Prema III. Keplerovom zakonu, orbitalni period je određen velikom poluosi, iz čega slijedi da period revolucije, tj. dužina sideričke godine, također ostaje nepromijenjen tokom evolucije orbite. Međutim, mala poluos se skraćuje s povećanjem ekscentričnosti, što pojačava sezonske varijacije. No pritom se srednja solarna iradijacija mijenja tek blago, u skladu s II. Keplerovim zakonom.
Zbog nelinearnosti Stefan-Boltzmannovog zakona, jednaka srednja iradijacija ne odgovara prosjeku odgovarajućih temperatura. Tako, za iradijaciju kojoj odgovara temperatura 20 °C i asimetrična varijacija ±50°(iz sezonskih promjena, dobivamo asimetričnu varijaciju odgovarajućih temperatura s prosjekom 16 °C (dakle, devijacija -4 °C), dok za dnevnu varijaciju iste iradijacije, pod pretpostavkom da je toplinski kapacitet 0 J kg-1 K-1, dobivamo srednju temperaturu -113 °C.
Trenutno je razlika između udaljenosti Zemlje od Sunca u afelu i perihelu 5,1 milijun km (3,4%), što odgovara varijaciji solarne iradijacije u iznosu od 6,8%. Trenutno se Zemlja nalazi u perihelu 3. siječnja, dok se u afelu nalazi 4. srpnja. Ekscentričnost je u fazi opadanja. Pri najvećoj eliptičnosti orbite, solarna iradijacija u perihelu je oko 23% veća nego u afelu. 
Orbitalna mehanika zahtjeva da je trajanje sezona proporcionalno površinama sezonskih kvadranata. Prema tome, pri ekstremnoj ekscentričnosti sezone na daljoj strani orbite traju znatno duže. Kad jesen i zima nastupaju u doba kad je Zemlja na bliskijem dijelu orbite (što je trenutno slučaj za sjevernu hemisferu), Zemlja se tada giba najvećom brzinom, tako da su jesen i zima nešto kraće od proljeća i ljeta. Konkretno, ljeto je na sjevernoj hemisferi 4,66 dana duže od zime, a proljeće je 2,9 dana duže od jeseni.

### Nagib osi
Kut nagiba Zemljine osi u odnosu na orbitalnu ravninu oscilira između 22,1° i 24,5° (dakle, amplituda je 2,4°) približno periodično tijekom vremena, s periodom od oko 41.000 godina. S povećanjem kuta nagiba rastu i amplitude sezonskog ciklusa insolacije. Drugim riječima, na obje hemisfere u doba velikih nagiba Zemljine osi ljeti primamo veći tok zračenja sa Sunca, a zimi će tok zračenja biti manji. Ipak, iznos tih promjena u toku zračenja nije jednak za ljeto i za zimu. Godišnja srednja insolacija povećava se na većim geografskim širinama, dok na manjim širinama dolazi do smanjenja insolacije. Pretpostavlja se da hladnija ljeta mogu pospješiti dolazak ledenog doba zbog smanjenja taljenja snijega i leda. Zato se može reći da je za ledeno doba povoljniji manji nagib osi iz dva razloga: smanjenja srednje insolacije na većim geografskim širinama i dodatnog smanjenja insolacije tokom ljeta. Ipak, pokazano je da značajne klimatske promjene nisu korelirane s ekstremima nagiba osi.
Trenutno nagib Zemljine osi iznosi 23,44°, tj. nalazimo se otprilike u sredini ciklusa, i to u opadajućoj fazi. Minimalnu vrijednost Zemlja će dostići za oko 8.000 godina.

### Osna precesija
Precesija je promjena smjera Zemljine osi u odnosu na zvijezde stajačice. Period tog gibanja je otprilike 26.000 godina. To žiroskopsko gibanje uzrokuju plimne sile Sunca i Mjeseca, čiji je utjecaj otprilike jednak. 
U slučaju orijentacije osi tako da je u perihelu usmjerena prema Suncu, na jednoj hemisferi će 
biti izraženije sezonske razlike, dok će na drugoj hemisferi godišnja doba biti blaža. Zbog toga će u perihelu hemisfera na kojoj je trenutno ljeto primati više zračenja sa Sunca. Na istoj hemisferi će za vrijeme prolaska kroz afel biti zima pa će zato na toj hemisferi zime biti hladnije. Suprotna hemisfera će imati relativno hladnija ljeta i toplije zime. 
U slučaju nagiba Zemljine osi tako da kroz afel i perihel prolazimo oko ekvinocija, sezonski kontrasti će biti približno jednaki za obje hemisfere. 
Trenutno kroz perihel prolazimo tokom ljeta na južnoj hemisferi (3. siječnja), a kroz afel prolazimo za vrijeme ljeta na sjevernoj hemisferi (4. srpnja). Zato su godišnja doba na južnoj hemisferi nešto ekstremnija nego na sjevernoj, naravno pod pretpostavkom da su ostali faktori jednaki.

### Apsidna precesija
Orbitalna elipsa rotira u prostoru, u odnosu na zvijezde stajačice, što nazivamo apsidnom precesijom. To gibanje uglavnom uzrokuju veliki planeti, Jupiter i Saturn. Zbog ovog gibanja period precesije ekvinocija u odnosu na perihel je skraćen s 25.771,5 na ~21.636 godina.

### Inklinacija orbite
Inklinacija Zemljine orbite također oscilira u odnosu na kutni moment Sunčevog sustava s periodom od otprilike 70.000 godina, što nazivamo planetarnom precesijom ili precesijom ekliptike. Iako Milanković nije proučavao to gibanje, kasnije je pokazano da je to gibanje, čiji je period sličan periodu oscilacija ekscentričnosti orbite, dobro korelirano s pojavnošću ledenih doba. 
Objašnjenje treba tražiti u činjenici da je disk međuplanetarne prašine lociran u nepromjenjivoj ravnini, koja otprilike odgovara orbitalnoj ravnini Jupitera. Trenutno Zemlja prolazi kroz tu ravninu između 9. siječnja i 9. srpnja, kad opažamo i povećanu učestalost radarskih meteora i s njima povezanih pojava.
Proučavanje kronologije Antarktičkog leda određivanjem omjera kisika i dušika u zarobljenim mjehurićima zraka daje direktan uvid u lokalnu insolaciju. Rezultati pokazuju da je klimatski odgovor navođen insolacijom sjeverne hemisfere, što je pretpostavljeno na temelju Milankovićeve hipoteze. Taj dokaz Milankovićeve teorije relativno novom metodom ipak nije konzistentan s "inklinacijskom teorijom" ciklusa od 100.000 godina.

## Problemi
S obzirom na to da je opažena periodičnost klime toliko dobro usklađena s periodima orbitalnih gibanja, orbitalna teorija klime je uglavnom općeprihvaćena. Ipak, treba upozoriti na neke poteškoće na koje istraživači nailaze.

## Ciklus na drugim nebeskim tijelima
Ostala tijela Sunčevog sustava podliježu orbitalnim fluktuacijama poput Milankovićevih ciklusa. Bilo koji geološki učinci ne bi bili toliko izraženi kao klimatske promjene na Zemlji, ali bi mogli uzrokovati kretanje elemenata u čvrstom stanju.

### Mars
Mars nema mjesec koji je dovoljno velik da bi stabilizirao vlastiti nagib osi, koji varira u rasponu od 10 do 70 stupnjeva. Ovo bi objasnilo nedavna opažanja njegove površine u usporedbi s dokazima o različitim uvjetima u njegovoj prošlosti, kao što je opseg njegovih polarnih kapa.

### Vanjski Sunčev sustav
Saturnov mjesec Titan ima ciklus od oko 60.000 godina koji bi mogao promijeniti položaj metanskih jezera. Neptunov mjesec Triton ima varijaciju sličnu Titanovoj, što bi moglo uzrokovati da njegove krute naslage dušika migriraju tijekom dugog vremena.

### Egzoplaneti
Znanstvenici koji koriste računalne modele za proučavanje ekstremnih nagiba osi zaključili su da veliki nagib može uzrokovati ekstremne klimatske promjene, a iako to vjerojatno ne bi učinilo planet nenastanjivim, moglo bi predstavljati poteškoće za život na kopnu u pogođenim područjima. Većina bi takvih planeta ipak omogućila razvoj jednostavnih i složenijih životnih oblika. Iako nagib osi kojeg su proučavali ekstremniji je nego što je Zemlja ikad doživjela, postoje scenariji za 1,5 do 4,5 milijardi godina od sada, kada se stabilizirajući učinak Mjeseca smanjuje, gdje bi nagib osi mogao napustiti svoj trenutni raspon i polovi bi na kraju mogli biti usmjereni gotovo direktno prema Suncu.